# Dehnstoffelement

Arbeitsweise Dehnstoffelement

Dehnstoffelement aus einem Heizkörper-Thermostatkopf mit Blick auf den Metallbalg

Das Dehnstoffelement bzw. Dehnstoffarbeitselement bezeichnet einen mit Dehnstoff gefüllten Aktor und besteht in der Regel aus einem Gehäuse, einem Arbeitskolben und dem Dehnstoff.

## Funktion
Das Gehäuse ist mit dem Dehnstoff gefüllt, die Füllung besteht je nach Arbeitstemperatur aus Öl, Wachs, Hartparaffin oder auch Metall. Durch Temperaturänderung findet ein materialabhängiger Phasenübergang statt. Dabei erfährt der Dehnstoff eine signifikante Volumenänderung. Durch zweckmäßig gestaltete Gehäuse wird die Volumenänderung in eine Bewegung gewandelt. Die dabei zurückgelegte Bewegung ist proportional zur Temperaturänderung des Dehnstoffs, wobei die Hysterese sehr gering ist. Kühlt der Dehnstoff wieder ab, wird der Arbeitskolben meist durch einen Federmechanismus in das Gehäuse zurückgedrückt. Da für die Phasenumwandlung bei typisch konstanter Temperatur Wärmeenergie benötigt wird, dauert der Schaltvorgang so lange, wie der dafür nötige Wärmefluss.
Mit der Verwendung einer Mischung verschieden hoch schmelzender Öle oder Wachse wird über das Schmelzintervall ein Schaltbereich definiert. Gleiches gilt für Metalllegierungen. So spielen sich für Zwischentemperaturen entsprechende Zwischenstellungen des Aktuators ein, was unerwünschtes Schwingen im Regelkreis und damit auch mechanischen Verschleiß am Kolben vermeiden hilft.
Die Einsatzmöglichkeiten von Dehnstoffelementen liegen im Temperaturbereich von etwa −40 °C bis +180 °C. Die Temperatur für den Beginn der Hubentfaltung wird durch die jeweils verwendeten Dehnstoffe vorgegeben. Es existieren auch Dehnstoffelemente, bei denen der Arbeitspunkt durch künstliche Beheizung verschoben werden kann.
Innerhalb eines Dehnstoffelements können Drücke von 400 Bar erreicht werden, wodurch Dehnstoffelemente große Kräfte ausüben können. Weiterhin ist die Bauart relativ unempfindlich gegen Vibrationen.

## Bauarten
Mechanischer Aufbau eines Dehnstoffelementes:
- Ausführung mit Membran
- Ausführung mit Elastomereinsatz

## Anwendungen

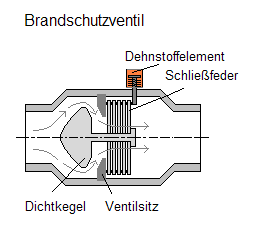
Dehnstoffelement (Einbaubeispiel)

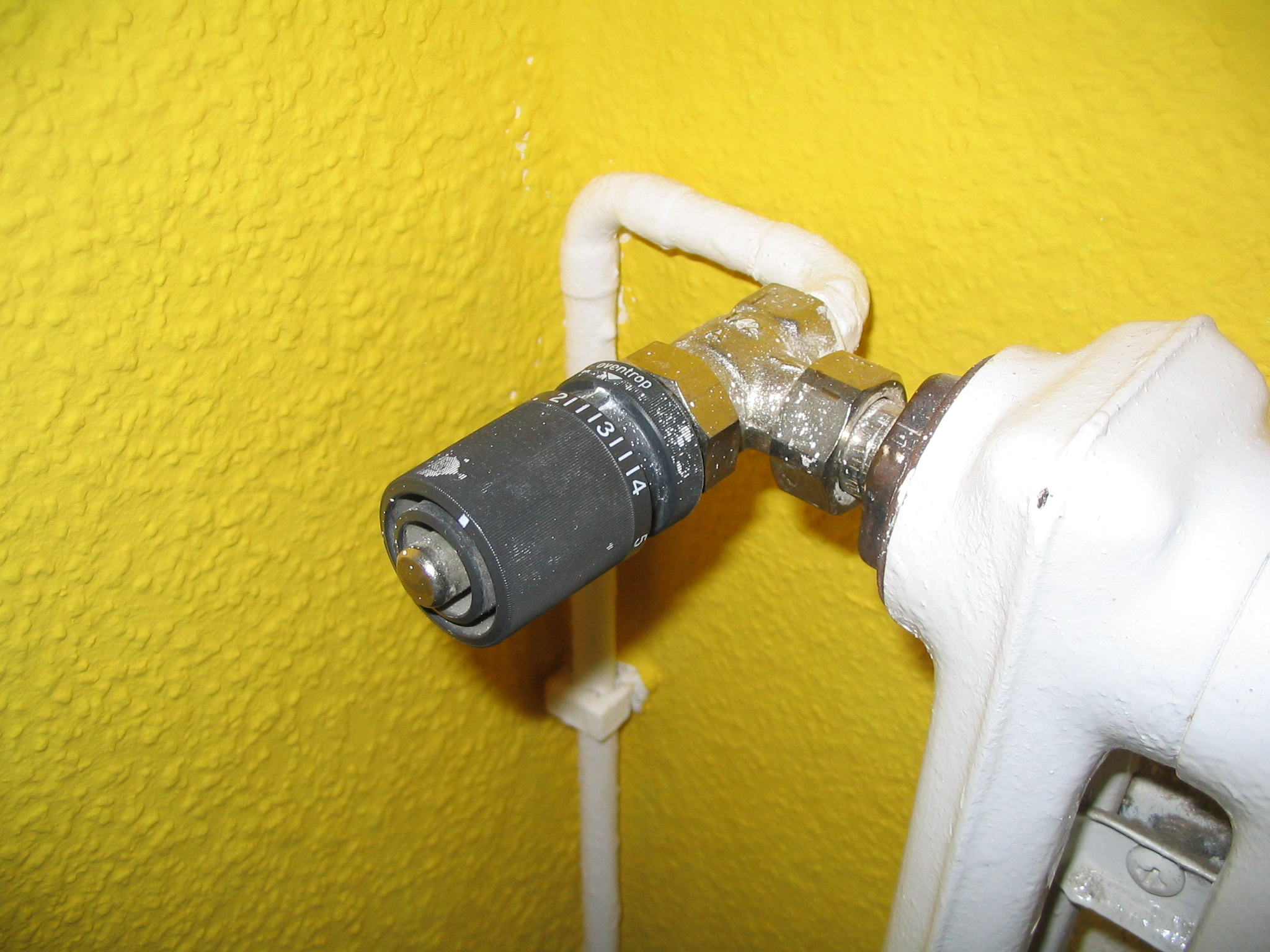
Dehnstoff-Thermostatventil an einem Heizkörper

Ein Beispiel für die Verwendung von Dehnstoffelementen ist das Thermostatventil. In Zentralheizungsanlagen oder auch in der Sanitärtechnik bei Mischbatterien tragen Wachs-Dehnstoffelemente zur Sicherheit vor Verbrühung beim Duschvorgang bei. Diese Dehnstoffelemente gleichen Temperaturschwankungen in Sekundenbruchteilen aus. 
Stellantriebe für Heizverteiler werden mit 230 V oder 24 V beheizt und steuern so den Durchfluss des angeschlossenen Ventils.

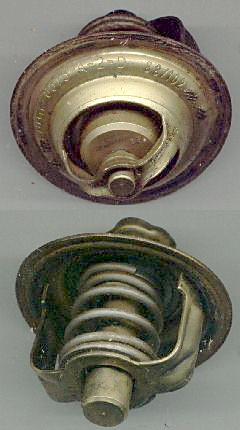
Dehnstoff-Thermostatventil aus einem Kfz-Verbrennungsmotor

Bekannt sind Dehnstoffelemente auch in Kühlkreisläufen von Kraftfahrzeugen und in Kondensatableitern als Dehnkörper-Regelarmaturen, die selbsttätig das sich in Dampfleitungen und Umformungsprozessen bildende Kondensat in Rohrleitung ableiten, oder im Brandschutzventil.
Eine weitere Anwendungsmöglichkeit von Dehnstoffelementen ist die umgebungstemperaturabhängige Begrenzung der Kraftstoff-Einspritzmenge beim Start von Verbrennungsmotoren.